# Jean-François Chiappe
Jean-François Chiappe (Laon, Frankrijk, 30 november 1930 - 21 oktober 2001) was een prominent Frans historicus en in Frankrijk een bekende persoonlijkheid op radio en televisie.
Hij schreef standaardwerken over de Franse koning Lodewijk XVI en andere belangrijke figuren uit de Franse geschiedenis, en was een specialist op het gebied van de genocide op de bevolking van de Vendée aan het einde van de achttiende eeuw.
Vanaf de jaren 50 maakte hij gedurende meerdere decennia populaire programma's op de Franse televisie en radio, onder meer in samenwerking met Alain Decaux.
Chiappe leverde tevens bijdragen aan diverse tijdschriften, zoals C'est à dire van Jean Ferré en het tot op de dag van vandaag uitgegeven Rivarol.
Voor zijn oeuvre heeft Jean-François Chiappe diverse prestigieuze prijzen ontvangen. Zo ontving hij in 1983 de Grand Prix Gobert van de Académie française.
Jean-François Chiappe was rechts, katholiek en monarchist en heeft dat nooit onder stoelen of banken gestoken.